# HMS Tamar (1758)
Pour les autres navires du même nom, voir HMS Tamar.
Le HMS Tamar ou HMS Tamer est un sloop-of-war de 16 canons de la Royal Navy.

## Histoire
Le navire est lancé à Saltash en 1758 et reste à Terre-Neuve de 1763 à 1777.
Du 21 juin 1764 à la mi-1766, sous les ordres du Commandant Patrick Mouat, elle a accompagné le HMS Dolphin sur un tour du monde au cours duquel le commandant en poste de ce navire, le capitaine Byron, prit possession de la côte est des Îles Falkland au nom de Georges III, en janvier 1765.
La corvette a accueilli le gouverneur de la Caroline du Sud, Lord William Campbell, à partir de septembre 1775, lorsque des actions patriotiques, devenant de plus en plus violentes, ont conduit le gouverneur à fuir de sa maison sur le continent. Elle a été rebaptisée HMS Pluto quand elle a été convertie en brûlot en 1777. Le navire corsaire français Duc de Chartres la captura le 30 novembre 1780. Son sort par la suite reste inconnu.